# Nikotin
Nikotin je rostlinný pyridinový alkaloid obsažený v tabáku. Nikotin je prudký jed, který má v malém množství stimulační a uvolňující účinky. Užívá se zpravidla formou kouření, žvýkání či šňupání tabáku, nověji je používán jako součást náplní elektronických cigaret. Jedná se o základní návykovou látku obsaženou v tabáku; váže se na tzv. nikotinové acetylcholinové receptory (nAChR) v nervové soustavě, vyvolává stav relaxace a stimuluje myšlení a pozornost. Ve stejnou chvíli však také nepřirozeně stimuluje srdeční činnost a především vyvolává extrémně silnou závislost (považuje se za jednu z nejnávykovějších látek vůbec).
Název „nikotin“ byl odvozen z odborného názvu pro rostlinu tabák (Nicotiana tabacum), který je odvozen od jména diplomata Jeana Nicota, který zavedl užívání tabáku ve Francii.

## Chemický popis
Nikotin získal v surovém stavu v roce 1809 M. Vauquelin a v čistém stavu v roce 1828 W. Posselt a L Reimann. Sumární vzorec byl zjištěn v roce 1847. První syntézu nikotinu popsal A. Picket a P. Crėpieux v roce 1885.
Jedná se o bezbarvou kapalinu. Čerstvý je bez zápachu. V tabákových listech je vázán na kyselinu jablečnou a citrónovou.

## Užívání
Nikotin je jednou z nejrozšířenějších návykových látek; udává se, že v např. v 60. letech v USA užívala (ve formě cigaret) nikotin více než 50 % všech mužů. Žádná země, do níž se kouření tabáku jednou zavleklo, se této drogy dosud nezbavila. Jedna cigareta obsahuje asi 8–10 miligramů nikotinu, většina z tohoto množství se však do těla nedostane a shoří (do těla se tak dostane asi 1 mg nikotinu). Jedna dávka šňupacího tabáku představuje asi 4,5–6,5 mg, většina z tohoto množství se při šňupání postupně vstřebá do těla. Mezi další méně známé formy dostávání nikotinu do těla patří také žvýkací tabák tzv. snus, případně moderní ekvivalent žvýkacího tabáku – nikopody. Další možností je kouření tabáku plněného do dýmek. Stinnou stránkou užívání nikotinu prostřednictvím kouření je především skutečnost, že cigaretový kouř obsahuje – vyjma nikotinu – více než 4000 dalších chemických látek, z nichž je mnoho jedovatých či dokonce rakovinotvorných (více v článku karcinogenní složky cigaretového kouře).

### Účinky
Při kouření se nikotin uvolňuje do kouře. Vstřebává se např. skrz sliznici v ústech, nose či skrz stěnu plicních sklípků. V těle putuje krví a v mozku se váže na nikotinové acetylcholinové receptory a dráždí je. Vyvolává stav relaxace a stimuluje myšlení a pozornost. Dále však svými efekty vyvolává extrémně silnou závislost (považuje se za jednu z nejnávykovějších látek vůbec).
Váže se i na tyto receptory ve vegetativním nervovém systému, který řídí vnitřní orgány. Zde vyvolává zvýšenou aktivitu trávicího traktu: vzestup produkce slin a trávicích šťáv a vzestup aktivity hladké svaloviny. V první fázi působí nikotin stimulačně a pak přechází do fáze mírného útlumu. Nikotin dále zvyšuje krevní tlak, zrychluje činnost srdce, stahuje cévy, zvyšuje obsah mastných kyselin v krvi, blokuje syntézu estrogenu, stoupá produkce potu a může dojít ke stažení zornic.

### Závislost

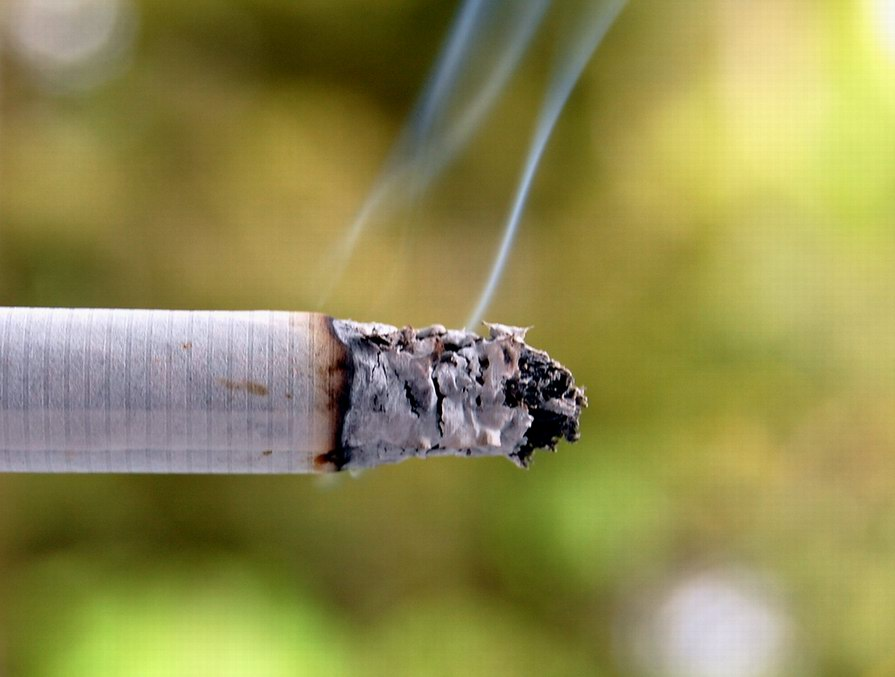
Tabáková cigareta – typický zdroj nikotinu

Nikotin je vysoce návyková psychoaktivní látka (farmakologický a behaviorální proces determinující vznik závislosti je u tabáku podobný jako u heroinu a kokainu). Závislost na nikotinu je stav, který nutí člověka kouřit i přes částečné znalosti zdravotních následků a úsilí přestat, nejde o nedostatek vůle nebo o poruchu osobnosti, ale o progresivní, chronické a recidivující onemocnění (diagnóza F 17). Při dlouhodobém užívání vzniká na nikotin i fyzická závislost.
Při odvykání od abúzu nikotinu trpí jedinec úzkostí, depresemi, nespavostí, podrážděním, zhoršenou soustředěností, pocením a bolestmi hlavy, třesem a dalšími příznaky. Při odvykání kouření tabáku lze přechodně používat nikotin ve formě náplastí, inhalace či žvýkaček nebo také kouřením elektronických cigaret. Doporučuje se využít služeb odvykacích poraden.

### Rizika
Nejvážnější zdravotní rizika nejsou spojena s nikotinem, nýbrž s ostatními látkami, které tabák či cigaretový kouř obsahují. Z nejvážnějších jsou to recidivující záněty horních cest dýchacích a zhoubné nádory, především rakovina plic. Následky dlouhodobého užívání tabáku se projevují v podstatě v celém těle.
Předávkování nikotinem je nepravděpodobné. Smrtelná dávka čistého nikotinu pro člověka není věrohodně stanovena, údaje ve starších zdrojích hovořící o několika desítkách miligramů nikotinu jsou pravděpodobně chybné (příliš nízké); v extrémním případě totiž přežil člověk požití 4 gramů čistého nikotinu a experimentální požití několika stovek miligramů nikotinu vyvolalo nikotinovou intoxikaci, ale nikoliv smrt. Vážná intoxikace nikotinem se projevuje křečemi, ochrnutím centrální nervové soustavy a bez léčení nastává smrt pro obrnu dýchacího centra a následného udušení.

## Další využití

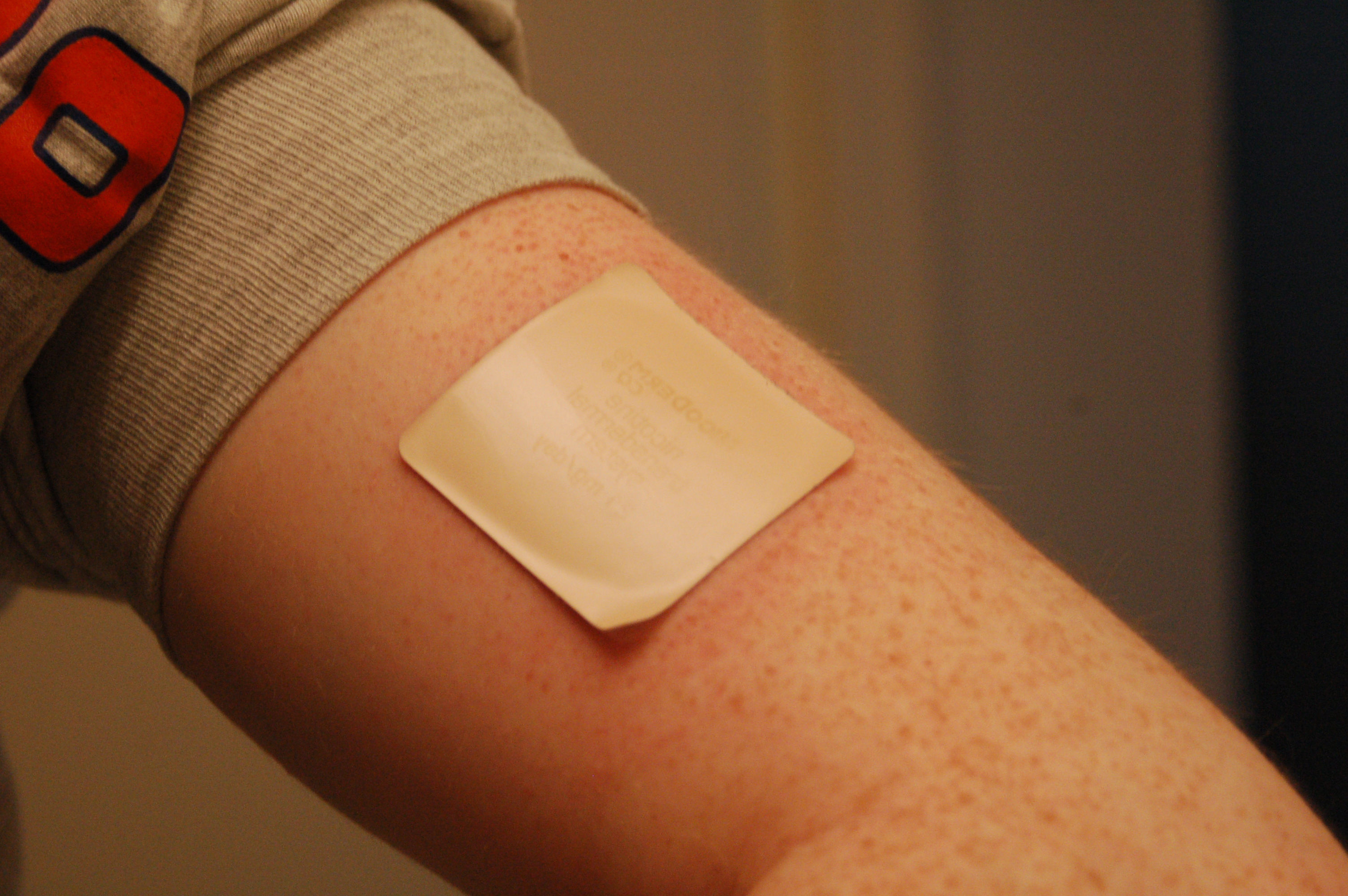
Nikotinová náplast

Bylo provedeno několik studií, které zkoumaly pozitivní vliv kouření na ulcerózní kolitidu a také na neurologické a nervosvalové projevy Alzheimerovy a Parkinsonovy choroby. Majoritní význam nikotinu však při léčbě těchto nemocí nenalezl. Nikotin je v medicíně používán především jako léčba pro závislé na nikotinu (podávání nikotinu formou náplastí, sprejů, žvýkaček a podobně). Doporučuje se však konzultovat užívání těchto typů odvykání s lékařem specialistou.
V dřívější době se nikotin hojně používal jako insekticid na potírání např. mšic, třásněnek a roztočů. I dnes je nikotin (přesněji nikotinsulfát) v některých zemích používán, ač už spíše v malém měřítku.